# 2804 Yrjö
2804  Yrjö eller 1941 HF är en asteroid i huvudbältet som upptäcktes den 19 april 1941 av den finska astronomen Liisi Oterma vid Storheikkilä observatorium. Den har fått sitt namn efter den finske astronomen Yrjö Väisälä.
Asteroiden har en diameter på ungefär 17 kilometer och den tillhör asteroidgruppen Eos.